# Methylperfluor(8-(fluorformyl)-5-methyl-4,7-dioxanonanoat)
Methylperfluor[8-(fluorformyl)-5-methyl-4,7-dioxanonanoat] ist eine chemische Verbindung aus der Gruppe der per- und polyfluorierten Alkylverbindungen (PFAS) bzw. genauer der Per- und Polyfluoralkylether.

## Verwendung
Patente wurden bisher auf Anträge von DuPont für Anwendungen zur Verbesserung von Herstellungsverfahren ausgestellt.
Laut Angaben der chemischen Industrie handelt es sich bei Methylperfluor[8-(fluorformyl)-5-methyl-4,7-dioxanonanoat] um eine von 256 PFAS mit kommerzieller Relevanz aus der OECD-Liste von 4730 PFAS.

## Verwandte Stoffe
- Methylperfluor(5-methyl-4,7-dioxanon-8-enoat)